# Tomáš Mlčoch
Tomáš Mlčoch (6. dubna 1881 Bezměrov – 2. července 1940 Skaštice) byl rakouský a český politik, na počátku 20. století poslanec Říšské rady.

## Biografie

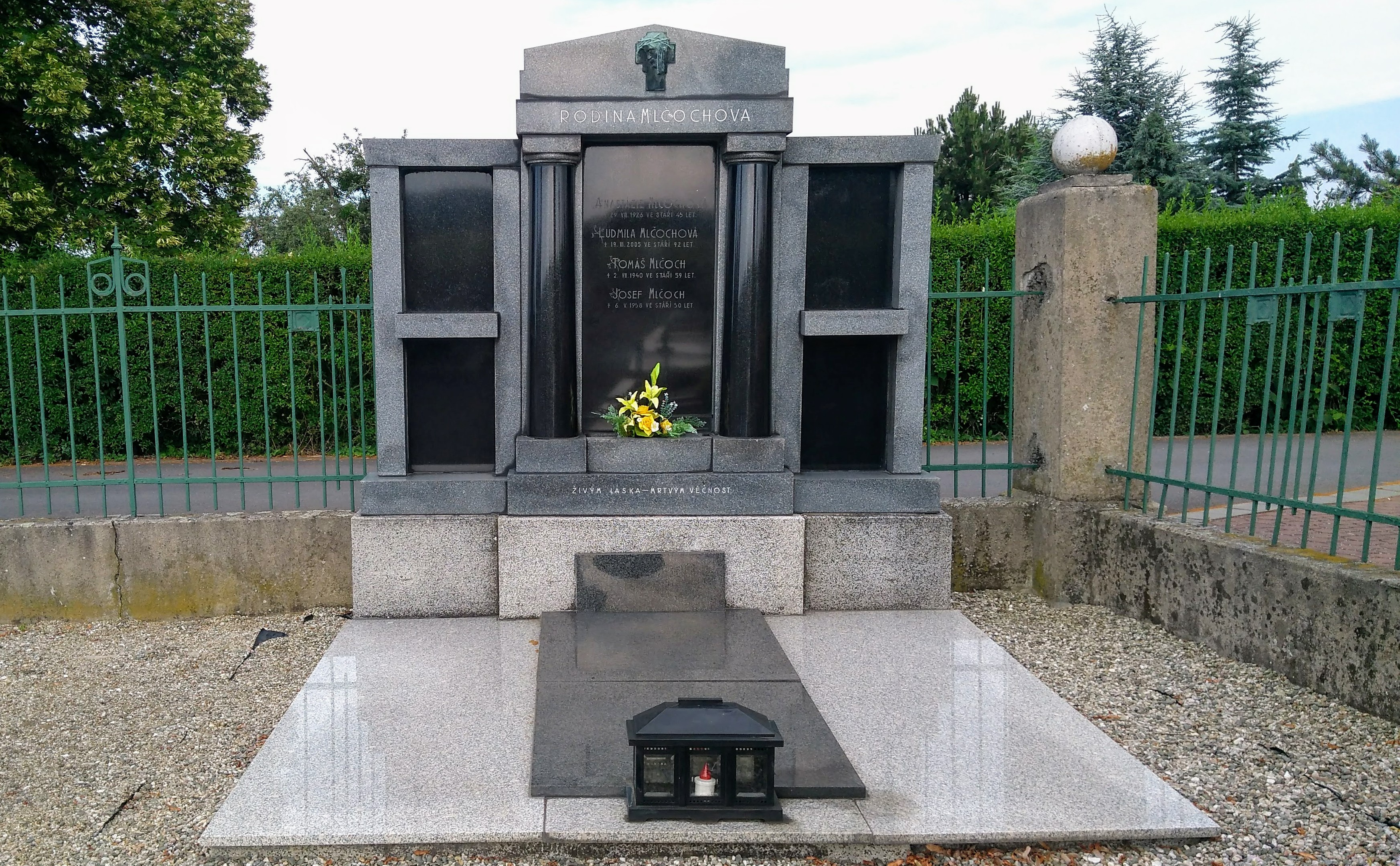
Rodinná hrobka na hřbitově ve Skašticích

Pocházel z rolnické rodiny. Vystudoval české vyšší gymnázium v Kroměříži a od roku 1904 vlastnil zemědělské hospodářství ve Skašticích v čp. 9. Věnoval se i chovu koní. Manželka Anastázie, rozená Hlavinková (1881–1926), byla rodačkou z Bezměrova. Zemřela roku 1926 na embolii. Měli dvě děti, Františku (1906–1977) a Josefa (1908–1958).
Na počátku 20. století se zapojil i do celostátní politiky. Ve volbách do Říšské rady roku 1911 se stal poslancem Říšské rady za český obvod Morava 14. Usedl do poslanecké frakce Klub českých agrárníků. K roku 1911 se profesně uvádí jako zemědělec.
V srpnu 1912 spadl z vozu a byl jím přejet. Utrpěl poranění ruky a nohy a vnitřní zranění. Jeho stav byl popisován jako dosti vážný. V posledním desetiletí svého života byl Tomáš Mlčoch vážně nemocen a zemřel v červenci 1940 na srdeční selhání.